# Уилсон, Рэймон
Рэ́ймон (Рэй) Уи́лсон (англ. Ramon "Ray" Wilson; 17 декабря 1934, Ширбрук, Дербишир, Англия — 15 мая 2018) — английский футболист, левый защитник. Был членом сборной Англии, выигравшей чемпионат мира в 1966 году.

## Клубная карьера
Во взрослом футболе дебютировал в 1952 году выступлением за команду «Хаддерсфилд Таун», в которой провёл двенадцать сезонов, приняв участие в 266 матчах чемпионата. Большую часть времени, проведённого в составе «Хаддерсфилд Тауна», был основным игроком защиты команды.
Своей игрой за эту команду привлёк внимание представителей тренерского штаба клуба «Эвертон», к составу которого присоединился в 1964 году. Сыграл за клуб из Ливерпуля следующие пять сезонов своей игровой карьеры. За это время завоевал титул обладателя Кубка Англии.
в 1969—1970 годах защищал цвета команды «Олдем Атлетик».
Завершил профессиональную игровую карьеру в клубе низшей лиги «Брэдфорд Сити», за команду которого выступал в сезоне 1970—1971 годов.

## Выступления за сборную
В 1960 году дебютировал в официальных матчах в составе национальной сборной Англии. На протяжении карьеры в национальной команде, которая длилась 9 лет, провёл в форме главной команды страны 63 матча.
В составе сборной был участником чемпионата мира 1962 года в Чили, чемпионата мира 1966 года в Англии, когда команда стала чемпионом, а в 1968 году на чемпионате Европы в Италии завоевал бронзовую награду.

## Тренерская карьера
Начал тренерскую карьеру сразу же по завершении карьеры игрока, в 1971 году, возглавив тренерский штаб клуба «Брэдфорд Сити». Опыт тренерской работы Уилсона ограничился этим клубом.

## Достижения
- Чемпион мира 1966 года в составе сборной Англии.
- Обладатель Кубка Англии 1966 года в составе «Эвертона».